# 법운암
법운암(法雲庵)은 고구려 때 지어진 것으로 추정되는 조선민주주의인민공화국의 절이다.